# 7,5 cm KwK 42
KwK 42 L/70 (нім. 7,5 cm Kampfwagenkanone 42 L/42) — 75-мм танкова гармата розробки та виробництва німецької компанії Rheinmetall AG. Встановлювалася на середні танки «Пантера» A, D та G і двох варіантах самохідної протитанкової гармати Jagdpanzer IV у танкових військах вермахту. Для установки на САУ Panzer IV/70A і Panzer IV/70 (V) використовувалися варіанти цієї гармати 7,5 cm Stu.K. 42 (L/70) і 7,5 cm Stu.K. 42/1 (L/70), остання пізніше перейменована в 7,5 cm Pak. 42 (L/70).

## Ефективність гармати
| 100 м       | 500 м    | 1000 м | 1500 м | 2000 м |        |        |
| PzGr. 39/42 | 935 м/с  | 138 мм | 124 мм | 111 мм | 99 мм  | 89 мм  |
| PzGr. 40/42 | 1120 м/с | 194 мм | 174 мм | 149 мм | 127 мм | 106 мм |
| SprGr. 42   | 700 м/с  | —      | —      | —      | —      | —      |

## Зброя схожа за ТТХ та часом застосування
- 84-мм танкова гармата QF 20 pounder
- 76-мм протитанкова гармата QF 17-pounder
- 75-мм гармата 75/32 modello 37
- 76-мм протитанкова гармата Reșița Model 1943
- 76-мм танкова гармата зразка 1938/39 років (Л-11)
- 76-мм танкова гармата зразка 1940 року (Ф-34)
- 76-мм танкова гармата зразка 1941 року (ЗІС-5)
- 76-мм танкова гармата M1
- 75-мм танкова гармата M2/M3/M6